# Парфёнов, Лев Иванович
Лев Иванович Парфёнов (1927, Владимир — 1982) — советский писатель
, поэт, редактор.

## Биография
Родился в 1927 году в городе Владимир, там же окончил среднюю школу, работал на тракторном заводе. В 1955 году во Владимирском книжном издательстве вышла его первая книга — сборник стихов «Моим ровесникам».
В 1957 году в журнале «Наш современник» печатается дебютный роман Парфенова «Человеку семнадцать лет», который в 1959 году выходит отдельной книжкой в издательстве «Молодая гвардия». Герой книги Макар, «с юности начавший себя готовить к героической жизни во имя освобождения всего человечества; годы его возмужания падают на <…> 1944—1945 годы», — в соответствии с максимой из рассказа классика соцреализма Максима Горького «Старуха Изергиль», ищет в жизни место подвигу и решает принять участие в борьбе греческих патриотов, воспитывая в себе политическую грамотность (читает «Капитал», надеясь, «что эта книга откроет ему то, чего, он догадывался, не хватало для серьезного осмысления всего прочитанного»). Книга обратила на себя внимание критиков, о ней в 1959 году снисходительно, но в целом положительно написали «Вопросы литературы»:
Герои этой повести, слишком громко названной романом, мечтают стать «настоящими ленинцами». Им кажется, что в жизни им ужасно не повезло: они родились тогда, когда революция уже победила, и даже не успели стать героями Великой Отечественной войны. Остается «единственный выход»: принять участие в героической борьбе греческих патриотов! И вот юноши начинают подготовку, решив, что для будущих подвигов им необходимо воспитать в себе выносливость, настойчивость, физическую силу, а также подковаться политически, для чего… прочитать первый том «Капитала»! Все это выглядит довольно наивно, но вместе с тем достаточно достоверно: в безыскусственном, местами слишком детальном, но порой наблюдательном и психологически верном рассказе угадывается хорошее знание автором таких вот мечтающих юношей, с которыми его связывают едва ли не автобиографические впечатления… Это — отнюдь не избалованные единственные сынки, привыкшие пользоваться всеми благами жизни, а самые обыкновенные парни из трудовой семьи, где никто их особенно не лелеял. А вот понять героику обыденной жизни, разглядеть интересное, значительное и возвышенное в её буднях их не научили.
В итоге герой понимает, что надо выполнять свою маленькую часть общего дела и отправляется обратно в Зареченск и затем на целину. Роман кончается словами «Кому же, каким счастливцам предстоит, продираясь звериными тропами, впервые пройти насквозь эту суровую, привлекательную, сказочно богатую землю? Не тебе ли, Макар, не твоему ли поколению?».
Сотрудничество писателя с «Молодой гвардией» продолжилось детской повестью «Неделя приключений» (1962), имеющей подзаголовок «Романтическая история». Это повесть о приключениях трех школьников проникнута тою же романтикой путешествий, что и дебютная повесть. Время действия — лето 1939 года. По сюжету, 12-летние школьники Семка Берестов и Витька Терехов живут в городке на впадающей в Волгу реке Суже (так называется река во Владимирской области, правый приток реки Печуга). Сюда приезжает мальчик Петька Соколов, называющий себя «Спартак — защитник угнетенных» (позже он переименовывает себя — «Капитан Спартак Бич Океана»). Петька-Спартак, «мальчик лет двенадцати в красной испанской феске с белой кистью», мечтающий стать путешественником, поражает ребят своей начитанностью (в списке прочитанных им книг «Пятнадцатилетний капитан», «Таинственный остров» и «Дети капитана Гранта» Жюля Верна, «Морской волчонок» и «Затерянные в океане» Майна Рида, «Остров сокровищ» Роберта Стивенсона, «Робинзон Крузо» Даниэля Дефо, «Копи царя Соломона» Генри Райдера Хаггарда, «Спартак» Рафаэлло Джованьоли), знанием морской, а также магической и алхимической терминологии, книжных сюжетов о тайнах и кладах, и они вместе отправляются на поиски сокровищ. Сюжет разворачивается в советское фэнтези, сюжетные линии которого навеяны романами Марка Твена о Томе Сойере и Гекльберри Финне, — по сути детская игра, в которой генератором идей выступает начитанный Спартак. В конце концов детям в самом деле удается раскрыть тайну, в духе конспирологии эпохи (разоблачения замаскированных врагов народа), — бежавшего из заключения раскулаченного местного жителя, племянника старого мельника. Несмотря на известную идеологизированность, книга написана с юмором ("В школе он изучал немецкий язык, поэтому смог без труда прочитать по-латыни… затылок — ос окцинитале. Значит, по-латыни подзатыльник будет «под-осэкцепетальник») и запомнилась поколению юных читателей, несмотря на то что не переиздавалась.
В 1960-е годы Парфенов занимается литературными обработками и редактурой. В 1962 году в его переводе вышла повесть якутского писателя Николая Гавриловича Золотарева-Якутского «Искатели алмазов» — беллетризованная история открытия советскими геологами якутских алмазоносных месторождений; в 1963 — перевод с эрзянского повести «Березовая вода» Никула Эркая. Парфенов также является литературным редактором книги «Совесть зовет» (1966) — воспоминаний и записок Георгия Семеновича Парфенова о партизанском движении в Великой Отечественной войне 1941—1945 гг. в Брянской области, и военных мемуаров И. Н. Мошляка «Вспомним мы пехоту».

В 1965 г. выходит роман «Добро для добрых» — история молодого человека послевоенного времени: как сообщалось в аннотации, 
«Василий Варягин, воспитанный в духе революционной романтики, человек начитанный и несколько оторванный от жизни, рвется к подвигам и приключениям. Но жизнь оказывается сложнее, чем он думал. В горниле борьбы выковывается мужество, зрелость».
Парфенов продолжает печататься в журнале «Наш современник», например, в 1971 году там выходит соцреалистический «Талант. Рассказ о рабочем рационализаторе Н. П. Зуеве». В том же 1971 в издательстве «Советская Россия» издана приключенческая повесть о чекистах «На железном ветру», написанная в соавторстве «со старым чекистом Виктором Егоровым». Герой этой истории в 15 лет начинает выполнять задания бакинского ЧК, а повзрослев и отточив лингвистические навыки, внедряется в белоэмигрантскую среду Парижа 30-х.
Последняя опубликованная книга — роман «Даша» (1976), где показана жизнь работников комбината «Трехгорная мануфактура» и заглавной героини ткачихи Даши Ивановой — демонстрирует эволюцию от соцреалистического романтизма к кондовому соцреализму.
Умер в 1982 году в Москве, похоронен на Химкинском кладбище.